# Годунов Микола Вікторович
Мико́ла Ві́кторович Годуно́в (1998—2022) — український військовослужбовець, учасник російсько-української війни, кавалер ордена «За мужність» III ступеня.

## З життєпису
Народився 1998 року в селі Козацьке (Конотопський район; Сумська область). 2009 року закінчив середню школу села Грузьке Кролевецького району. Після того закінчив Глухівський ліцей-інтернат з посиленою військово-фізичною підготовкою, 2016-го — Державний ліцей-інтернат з посиленою військово-фізичною підготовкою «Кадетський корпус» імені І. Г. Харитонова
Загинув 28 травня 2022 року в бою.
Похований 15 липня 2022 року на кладовищі села Грузьке.
Без сина лишилась мама Валентина Годунова. маленька донечка залишилася без тата в два роки . Тато втратив найкращого сина, дружина втратила чоловіка.

## Нагороди
- Орден «За мужність» III ступеня[2].